# Volodymyr Nikolaichuk
Volodymyr Hryhorovych Nikolaichuk –en ucraniano, Володимир Григорович Ніколайчук– (Zaporiyia, URSS, 29 de abril de 1975) es un deportista ucraniano que compitió en natación.
Ganó una medalla de bronce en el Campeonato Mundial de Natación en Piscina Corta de 2000, tres medallas en el Campeonato Europeo de Natación, en los años 2000 y 2004, y dos medallas en el Campeonato Europeo de Natación en Piscina Corta, plata en 2001 y bronce en 1999.

## Palmarés internacional
| Campeonato Mundial en Piscina Corta | Campeonato Mundial en Piscina Corta | Campeonato Mundial en Piscina Corta | Campeonato Mundial en Piscina Corta |
| Año                                 | Lugar                               | Medalla                             |                                     |
| ----------------------------------- | ----------------------------------- | ----------------------------------- | ----------------------------------- |
| 2000                                | Atenas (Grecia)                     | Medalla de bronce                   | 200 m espalda                       |
| Campeonato Europeo                  |                                     |                                     |                                     |
| Año                                 | Lugar                               | Medalla                             | Prueba                              |
| 2000                                | Helsinki (Finlandia)                | Medalla de plata                    | 100 m espalda                       |
| 2000                                | Helsinki (Finlandia)                | Medalla de bronce                   | 4 × 100 m estilos                   |
| 2004                                | Madrid (España)                     | Medalla de oro                      | 4 × 100 m estilos                   |
| Campeonato Europeo en Piscina Corta |                                     |                                     |                                     |
| Año                                 | Lugar                               | Medalla                             | Prueba                              |
| 1999                                | Lisboa (Portugal)                   | Medalla de bronce                   | 100 m espalda                       |
| 2001                                | Amberes (Bélgica)                   | Medalla de plata                    | 4 × 50 m estilos                    |